# 雙溪區
25°02′00″N 121°51′56″E / 25.033409°N 121.865676°E

柑脚橋紀念碑

雙溪區，舊稱「頂雙溪」，前身「雙溪鄉」，位於臺灣新北市東部，北鄰瑞芳區，東鄰貢寮區，南鄰臺灣省宜蘭縣頭城鎮，西鄰坪林區、平溪區。雙溪區境內多山，是台灣極少數汞礦的產地。

## 歷史沿革
雙溪區的地名由來，係因北側牡丹溪及西側平林溪在該區市區內、雙溪老街商圈旁交會而成雙溪河口，故名。
雙溪區於清治時期，曾先後隸屬於基隆廳和淡水縣，日治時期之後改隸於台北縣頂雙溪辨務署及部分屬於景尾辨務署。明治四十二年（1909年）改為台北廳頂雙溪支廳，大正九年（1920年）自三貂堡和文山堡的部分庄成立雙溪，稱作台北州基隆郡雙溪。
昭和二十年（1945年）二戰結束後，設臺北縣基隆區雙溪鄉，後來在基隆市獨設為省轄市之後，撤銷基隆區署，稱為臺北縣雙溪鄉。2010年底，五都升格，改制為新北市雙溪區。

## 地理
雙溪區北以草山、大平林山與瑞芳區交界，西接平溪區，南以海拔四百到八百公尺不等伏獅山脈海與坪林區相鄰，東則以雙溪川中游的長潭為分斷點和貢寮區為界，東南以雪山山脈北段鶯子嶺與宜蘭縣交界。海拔最高點是鶯子嶺的847公尺，最低點不到50公尺，多丘陵地形。

### 水文
雙溪區境內有平林溪與牡丹溪兩條主要溪流，平林溪發源於本區之海拔約四百公尺盤山坑山區，經柑腳、外柑腳、上林、平林到雙溪里，與牡丹溪匯流成雙溪。牡丹溪又名武丹坑溪，發源於三貂武丹坑。雙溪亦稱雙溪河或雙溪川，曲折東南行約二公里接丁子蘭溪，入貢寮區以後形如大河。
北勢溪發源於雙溪區泰平里，三方向山之北麓，有三條支流會合於後寮子，乃翡翠水庫之集水區最上源。

### 設施
- 地震測站：
  - 泰平
  - 雙溪國小泰平分校
  - 雙溪國小
  - 牡丹國小
  - 雙溪

### 人口
根據新北市政府民政局統計，2024年底雙溪區戶數約3.5千戶，人口約7.7千人，區內人口最多與最少的行政區分別是牡丹里與三港里，2024年底兩里人口分別為1,454人與323人。

## 政治

### 歷任首長
鄉長時期
| 屆次 | 姓名   | 備註 |
| ---- | ------ | ---- |
| 1    | 曹清富 |      |
| 2    | 曹清富 |      |
| 3    | 林明傳 |      |
| 4    | 林明傳 |      |
| 5    | 連壁光 |      |
| 6    | 連錦祥 |      |
| 7    | 連錦祥 |      |
| 8    | 曹正男 |      |
| 9    | 洪進益 |      |
| 10   | 林慶麒 |      |
| 11   | 林慶麒 |      |
| 12   | 簡華祥 |      |
| 13   | 簡華祥 |      |
| 14   | 林讚枝 |      |
| 15   | 林讚枝 |      |

區長時期
| 任次 | 姓名   | 備註 |
| ---- | ------ | ---- |
| 1    | 陳世銘 |      |
| 2    | 胡合鎔 |      |
| 3    | 陳奇正 |      |
| 4    | 劉新民 |      |
| 5    | 藍瑞珉 |      |
| 6    | 林銚傑 |      |
| 7    | 劉盈良 |      |

### 區政組織
雙溪區公所是新北市政府在雙溪區的派出機關，在中華民國政府架構中為市政府綜理區政的執行機關，上級業務監督機關為新北市政府。区长由市長任命，其任期為無任期保障。在區長及主任秘書之下，設有4課3室等7個內部單位。

### 行政區
現今雙溪區行政範圍的確立，來自於1920年，日本將臺灣十二廳改為五州二廳，設雙溪庄屬臺北州基隆郡:464。雙溪庄轄雙溪、石壁坑、烏山、魚行、武丹坑、燦光寮、大平、料角坑、三叉坑、溪尾寮、平林、丁子蘭坑、石、三叉港、柑腳等15個大字。1946年1月16日，改為「雙溪鄉」，屬臺北縣基隆區:466。1950年，裁撤區署，雙溪鄉改直隸於臺北縣。2010年，臺北縣改制為直轄市，雙溪鄉改制為市轄區「雙溪區」，隸屬新北市。雙溪區的行政區劃轄有雙溪里、新基里、三港里、牡丹里、三貂里、平林里、上林里、外柑里、長源里、共和里、魚行里、泰平里等12個里，共計244鄰。

### 警政治安
- 新北市政府警察局瑞芳分局 （页面存档备份，存于） 110
- 瑞芳分局交通分隊
- 雙溪分駐所
- 柑腳派出所
- 牡丹派出所
- 太平派出所
- 平林派出所

### 立法委員
- 新北市第十二選舉區：廖先翔

## 礦產
雙溪區的礦業活動，大都集中在牡丹、三貂、外柑、長源等四個村落。

### 煤礦
雙溪區大部分地區地質屬野柳群，而與平溪區交接處屬瑞芳群，但本區的瑞芳群石底層已近煤盆邊緣，經濟價值不高。但雙溪區重要煤層，乃屬野柳群的木山層，為臺灣三大煤層之最下層，年代古老煤質熱量高，含硫量又比金山煤田者低，煤質可謂冠於全臺。

### 汞礦
雙溪區之平林附近產辰砂礦，在雙溪火車站西方，日治時期明治四十四年（1911年）因農民耕作而發現後，曾數度開採至昭和二十年（1945年），最高曾年產水銀數百公斤，后礦源衰竭而停採，終戰後雖欲恢復開採均未成功。 另外台灣辰砂礦，亦發現於金瓜石礦區第一長仁礦場及福益三坑、北投福興寮附近安山岩與七星山與小觀音山交界之鞍部附近。

### 金礦
雙溪三貂里的牡丹坑金礦，開採過程曲折。牡丹坑金礦在日治時期初期，最早由連培雲、周步蟾與尤枝，以原礦一四一八號獲准開採，可是隨後即因資金短缺，明治三十二年（1899年）礦權轉讓給木村久太郎。
木村組初期經營不利，直到明治三十四年（1901年）發現久盛坑豐富金礦脈，慘淡情況瞬間改善，隨即又陸續發現榮盛坑、山神坑等礦脈，但此時金礦坑夫僅約210名，與金瓜石、九份的藤田組、田中組，仍相距甚遠。 木村組於牡丹坑，投入鉅資，設置製鍊場、水力發電廠等，但牡丹坑的礦石產量不如預期。大正二年（1913年）木村組越界採金，致田中組鉅額索賠，木村組便將牡丹坑賣予田中組退出經營。 大正六年（1917年）木村久太郎轉戰北海道煤礦，成立木村組釧路炭礦，至大正九年（1920年）與三井礦山釧路炭礦合併。

## 交通

### 鐵路

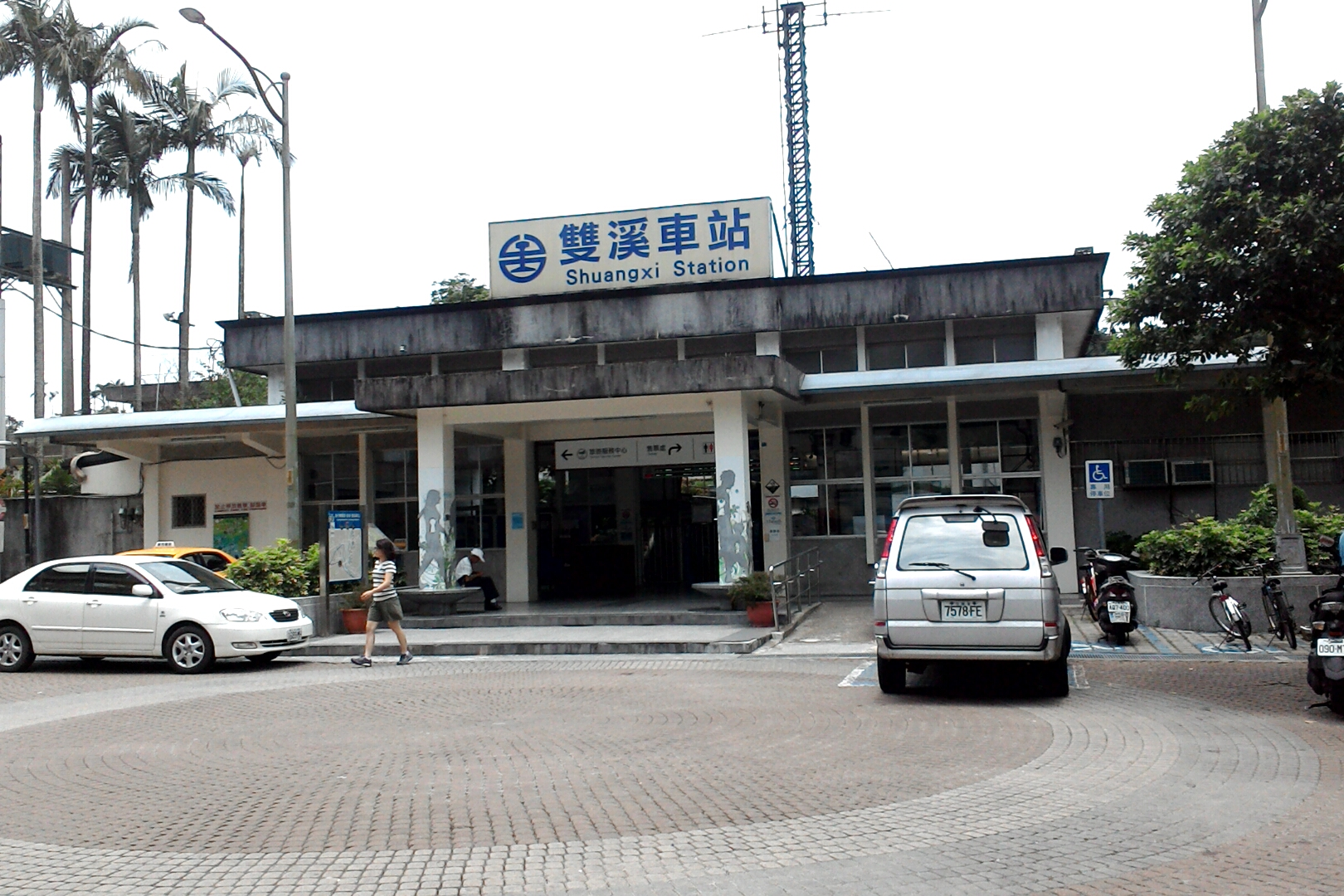
雙溪車站

臺灣鐵路管理局
- 宜蘭線：牡丹車站 - 雙溪車站

### 客運
- 新北市公車
  - 國光客運 780 雙溪─盤山坑
  - 國光客運 781 雙溪─長源
  - 國光客運 782 雙溪─柑腳
- 新北市免費公車
  - 新北市新巴士 F811 澳底醫療救護站─貢寮環保公園
  - 新北市新巴士 F812 十三層老樹─內盤山
  - 新北市新巴士 F813 雙溪─瑞芳
  - 新北市新巴士 F815 雙溪火車站─灣潭
  - 新北市新巴士 F816 澳底醫療救護站─基隆火車站
  - 新北市新巴士 F823 分水崙─福隆火車站
  - 新北市新巴士 F823區 南山社區─東興宮

### 公路
- 台2丙線：基福公路。向外聯絡平溪區與貢寮區(截彎取直舊北38線與市道102號)。
- 市道102號：瑞雙公路、雙福公路（非截彎取直路線）。向外聯絡瑞芳區九份與貢寮區。
- 北37線：侯牡公路：向外聯絡瑞芳區侯硐。
- 北38線：魚行道路：向外聯絡貢寮區。
- 北39線：丁蘭產業道路。
- 雙泰產業道路：接宜蘭縣大溪地區。

## 教育

### 高級中等學校
- 新北市立雙溪高級中學

### 國民中學
- 新北市立雙溪高級中學附設國民中學

### 國民小學

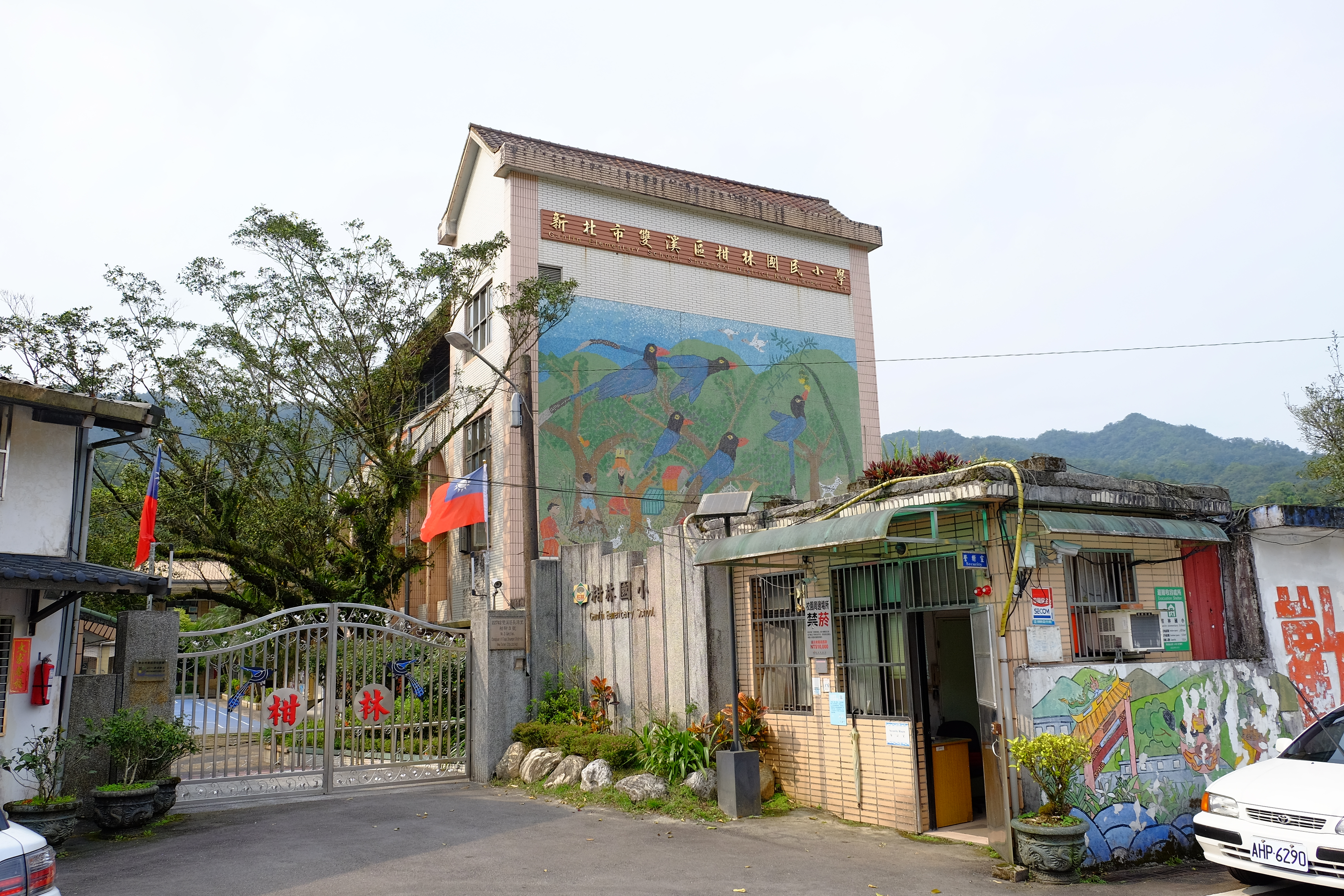
雙溪區柑林國小大門壁飾

- 新北市雙溪區雙溪國民小學
- 新北市雙溪區牡丹國民小學
- 新北市雙溪區上林國民小學
- 新北市雙溪區柑林國民小學

### 圖書館
- 新北市立圖書館雙溪分館

## 名人
- 連文彬，台大醫院內科主治醫師，臺灣心臟醫療權威。

## 旅遊

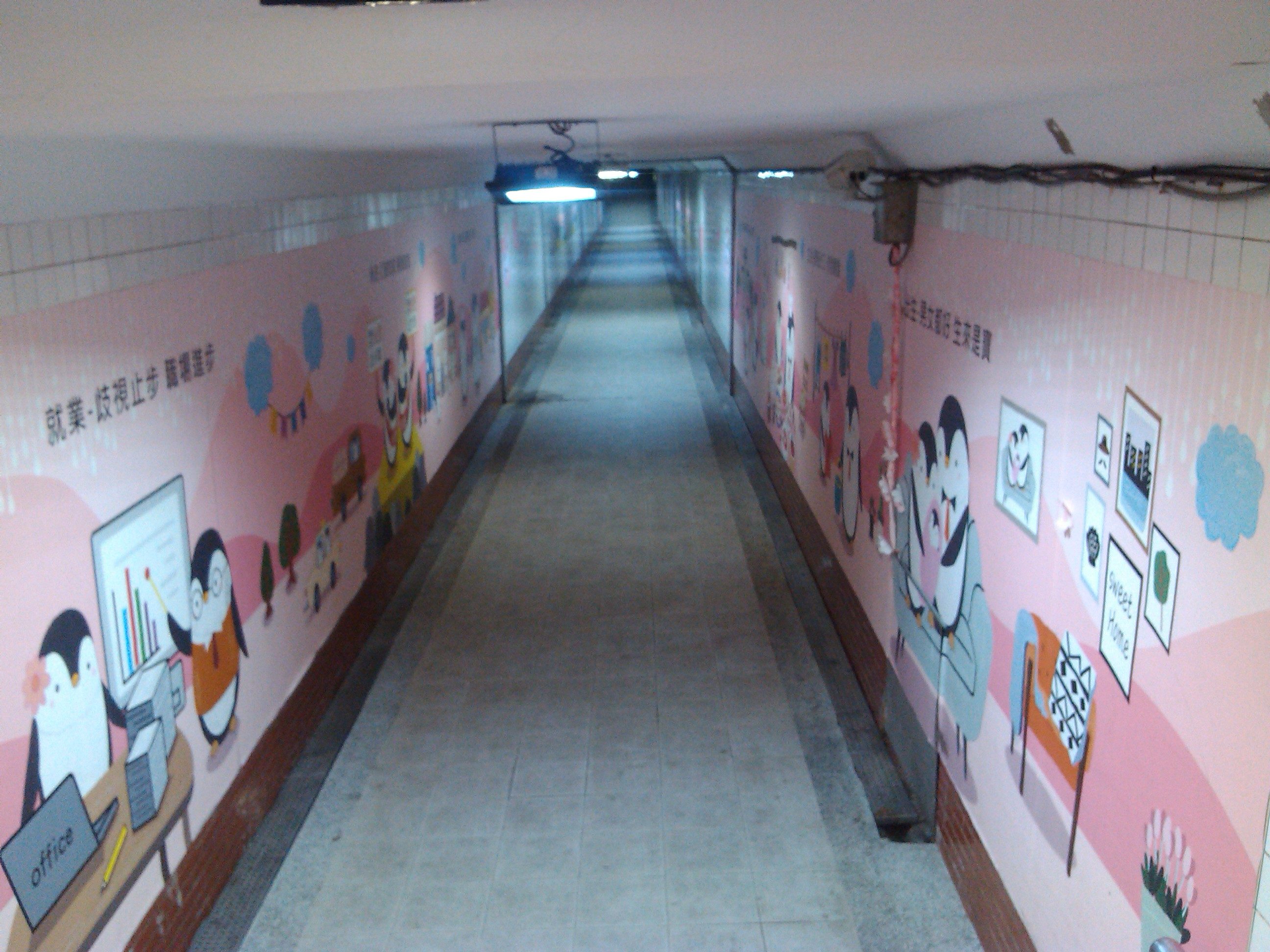
雙溪站粉紅風格彩繪地下道

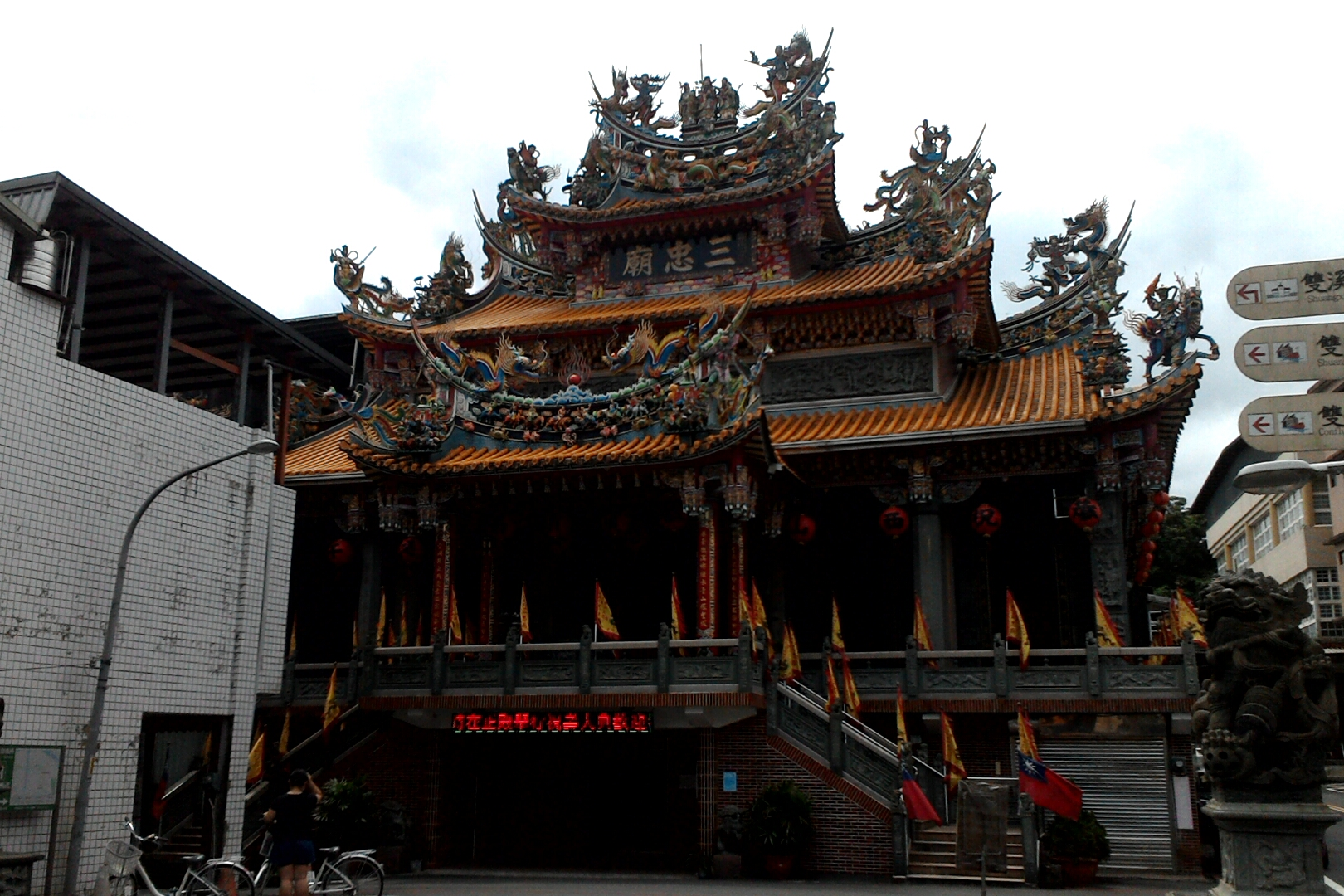
雙溪三忠廟

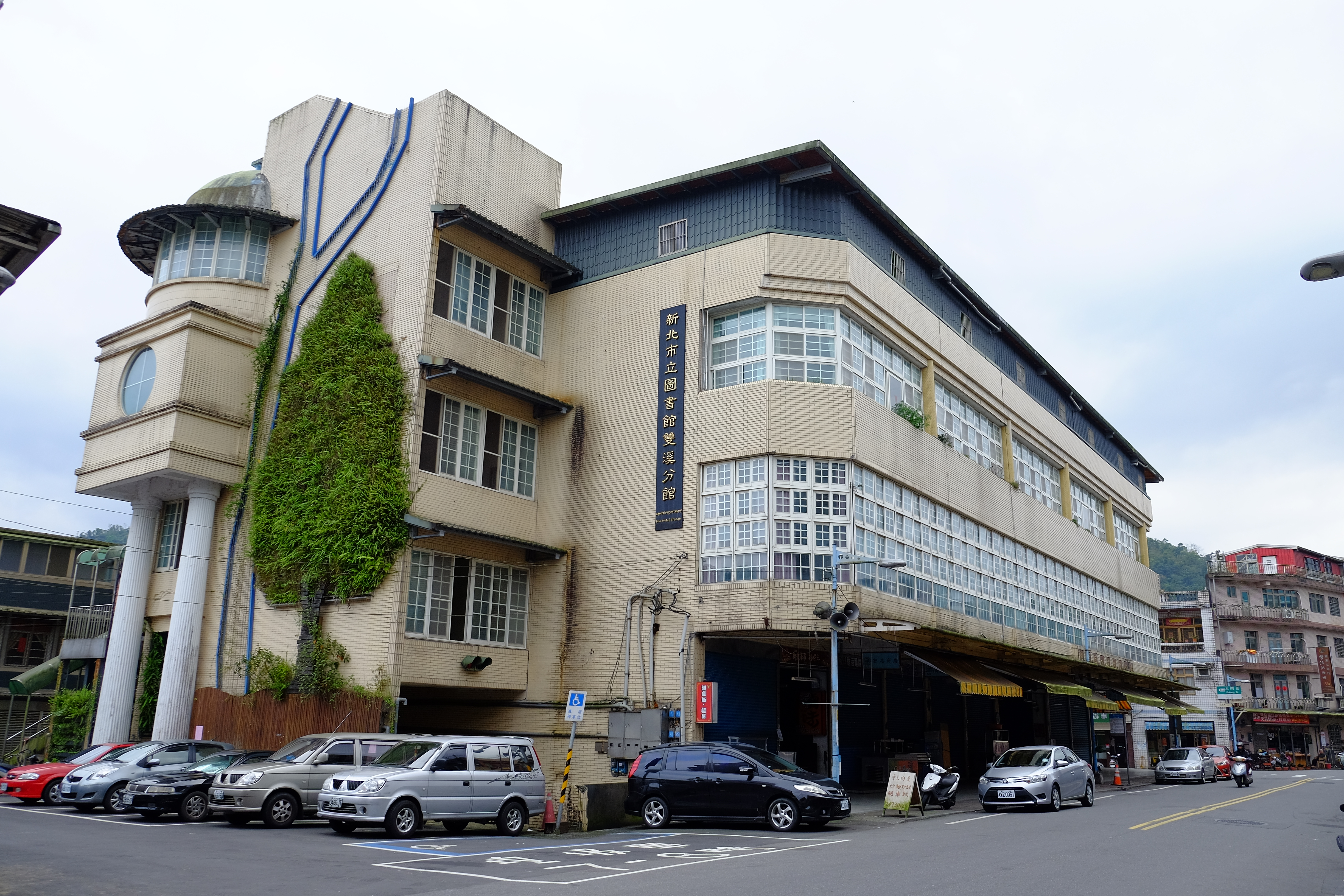
新北市立圖書館雙溪分館

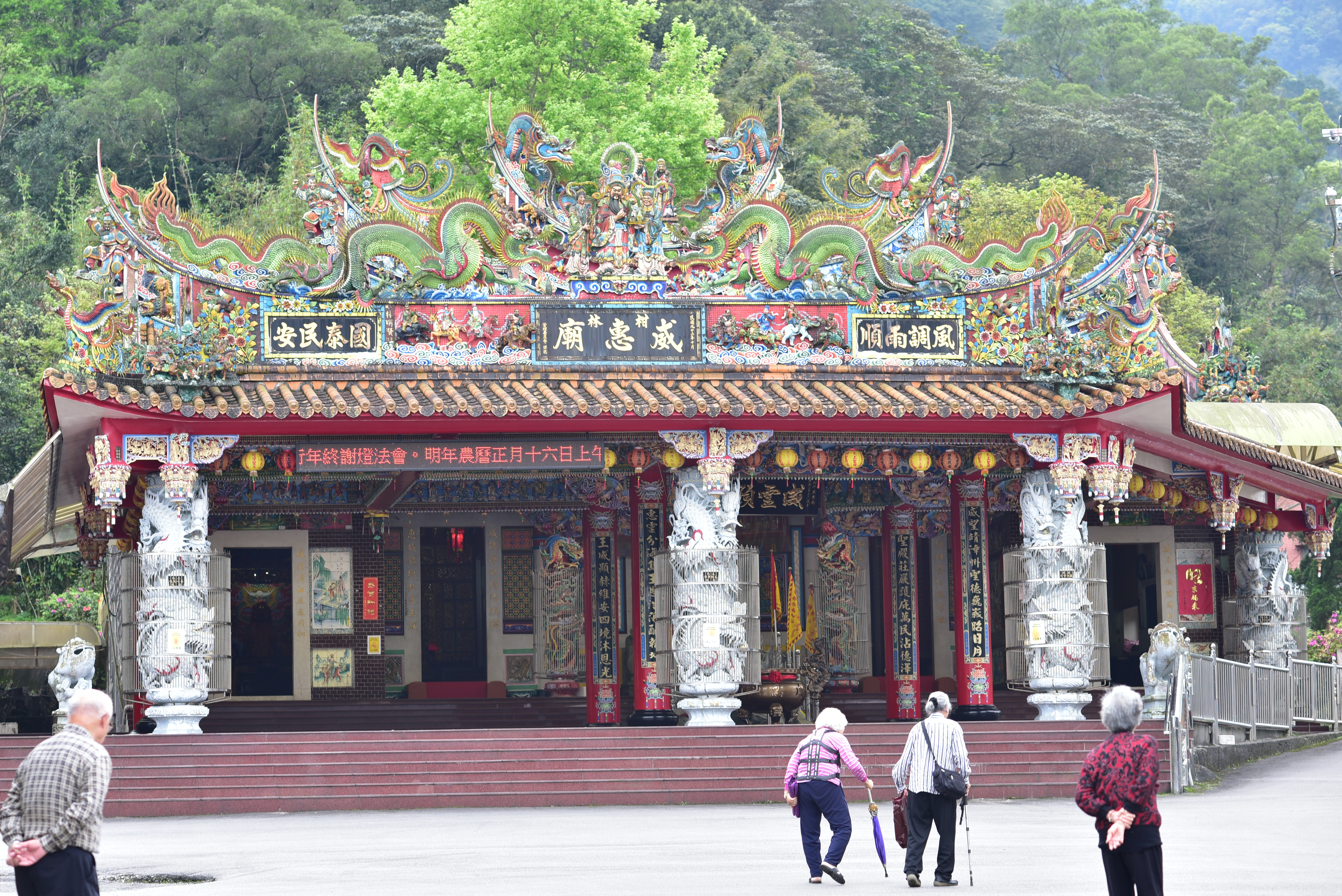
柑林威惠廟

- 連舉人古厝
- 莊貢生古厝
- 三忠廟
- 南天宮
- 麻竹坑福德祠
- 淡蘭古道
- 新北市立圖書館雙溪分館
- 海山餅店
- 平林休閒農場
- 茶花莊
- 雙溪荷花園
- 雙溪農夫市集
- 牡丹慶雲宮
- 柑林威惠廟
- 崩山坑古道
- 雲霄精舍
- 聖南寺
- 張家莊露營地
- 三貂嶺瀑布登山步道
- 辭職嶺古道
- 虎豹潭
- 壽山宮
- 灣潭古道
- 貂山古道
- 軟橋段親水公園
- 蝙蝠山
- 雙溪車站彩繪地下道

## 外部連結
- 新北市雙溪區公所 （页面存档备份，存于）
- 雙溪區衛生所 （页面存档备份，存于）